# Cadets de la Marine royale canadienne
Pour les articles homonymes, voir Cadets de la Marine.
 (juillet 2020).
Améliorez-le ou discutez des points à vérifier. 

Logo du Mouvement des cadets du Canada

Les Cadets de la Marine royale canadienne sont une organisation pour les jeunes Canadiens et Canadiennes âgés de 12 et 18 ans, sans frais, affiliés au ministère de la Défense nationale et à la Ligue navale du Canada. Avec les Cadets royaux de l'Armée canadienne et les Cadets de l'Aviation royale du Canada, ils font partie du Mouvement des Cadets du Canada. Même si les Cadets de la Marine, et les autres programmes de cadets entretiennent une proximité avec les Forces canadiennes, les cadets ne sont pas membres des Forces et ne sont pas forcés à joindre les Forces canadiennes.
Selon les coutumes du Commonwealth, les Cadets de la Marine royale canadienne sont les premiers dans l'ordre de préséance, suivis par les Cadets de l'Armée et par les Cadets de l'Aviation. C'est en accord avec le statut de la Royal Navy comme Service Sénior, une tradition commune à toutes les marines des pays du Commonwealth.
Les officiers responsables d'une unité de cadets sont des membres du Cadre des Instructeurs de Cadets, auxquels s'ajoutent, si nécessaire, des Instructeurs Civils, des volontaires adultes autorisés et, à certaines occasions, des officiers et des membres du rang d'autres branches des Forces canadiennes. Les membres du Cadre des Instructeurs de Cadets (CIC) sont entraînés spécifiquement afin d'enseigner les programmes d'entrainement des Cadets de la Marine, de l'Armée et de l'Aviation, et ils sont tirés de tous les secteurs; par contre, si une généralisation peut être faite, les anciens cadets, les anciens membres de la Force régulière et de la Réserve, et des parents d'anciens cadets sont les principales sources de relève des officiers CIC.

## Objectifs
Les objectifs des Cadets de la Marine royale canadienne sont :
1. Former des citoyens responsable et compatissant;
2. Promouvoir la bonne forme physique;
3. Développer les qualités leadership
4. Stimuler l'intérêt pour l'élément naval et ses pratiques

## Histoire

### Les débuts
En 1895, à cause du souci sur la capacité de la Royal Navy à fournir une défense navale adéquate, les citoyens intéressés ont formé la Ligue navale, afin de promouvoir l'intérêt dans les problèmes de la défense et des échanges maritimes.
La Ligue navale a créé des succursales locales à travers le Royaume-Uni et dans les autres pays de l'Empire britannique. La succursale canadienne la plus ancienne a été formée à Toronto. Sa charte (Charte No. 5) date du 10 décembre 1895 et est actuellement accrochée dans le Bureau National de la Ligue Navale du Canada.
À cette époque, les succursales canadiennes parrainaient un programme de cadets nommé Boys' Naval Brigade, qui avait pour objectif d'encourager les jeunes hommes à considérer une carrière de marin et de fournir un entrainement de base en matelotage et civisme, avec un certain degré de succès.
C'est également autour de ces mêmes années que la Ligue a décidé de publier le journal The Sailor (son objectif étant d'assurer l'éducation de la communauté au sujet du pouvoir de la marine tout en gardant ses membres informés des activités à venir).

### Évolution
Avec la formation de la Marine royale canadienne (MRC) en 1910, l'organisation a été renommée de "Boys' Naval Brigade" à "Cadets de la Ligue navale" afin de permettre une liaison plus proche avec la Marine. En 1942, le roi George VI a gracieusement consenti à être Amiral des Cadets de la Ligue Navale, et a accordé le suffixe "Royal", causant un autre changement de nom, au nom actuel de "Cadets de la Marine royale canadienne". La reine Élisabeth II a continué ce patronage royal et a nommé Son Altesse Royale le duc d'Édimbourg Amiral des Cadets de la Marine. Finalement, en 1941, la MRC est devenue une partenaire avec la Ligue navale dans l'appui des Cadets de la Marine.

### Les femmes
En 1950, les Corps de Wrenettes de la Ligue navale ont été créés pour les jeunes femmes âgées entre 13 et 18 ans, bien que quelques corps les aient entrainées avant cette date. En 1975, les Wrenettes ont pu finalement s'intégrer aux Cadets de la Marine pour devenir des cadettes et, en 2017, le pourcentage de cadets féminins représente près de 40,2% de l'ensemble des cadets inscrits au Canada.

### La Ligue navale aujourd'hui
En 1987, ce sont plus de 59 700 cadets qui faisaient désormais partie du mouvement, tous répartis au sein de 1084 corps de cadets partout au Canada.
La Ligue navale du Canada a d'ailleurs célébré son 100e anniversaire en 2020. Elle favorise les mêmes sujets qu'à sa fondation, soit la connaissance et l'appui d'intérêts maritimes. Au niveau national, elle supporte le Programme d'échange international, certaines bourses d'études et les Régates nationales des Cadets de la Marine, tandis que les succursales locales fournissent le soutien logistique vital aux divers corps de cadets.

## Corps
Les cadets individuels appartiennent à une unité nommée Corps de Cadets de la Marine royale canadienne (CCMRC), ou Royal Canadian Sea Cadet Corps (RCSCC) en anglais, qui sont les unités de base du programme. Chaque corps a des officiers du Cadre des Instructeurs de Cadets des Forces canadiennes, souvent assistés par les Instructeurs Civils (IC), et des cadets.
L'intégralité d'un corps de cadets donné s'organise en tant qu'équipage, utilisant le système divisionnaire naval. Dans ce système, les cadets sont membres d'une division prise en charge par un Maître (Maître divisionnaire ou M Div) et idéalement par un officier CIC (Officier divisionnaire ou O Div), même si la position d'officier peut être parfois remplie par un civil. Les cadets défilent dans les parades par divisions, et ils doivent adresser leurs réclamations et demandes à travers la chaîne de commandement (voie hiérarchique) , allant directement du M Div à l'O Div au Commandant en second (XO) au Commandant, ou du M Div au Maître modérateur (M Mod, le second cadet sénior de l'unité) au cadet Capitaine d'armes (Capt d'armes, le cadet sénior de l'unité). La chaîne arrête au niveau capable de régler le problème. Par exemple, la demande d'un cadet pour une nouvelle pièce d'uniforme risque de résulter par l'approbation de l'O Div qui le dirigera à aller à l'approvisionnement.
Tous les corps de cadets disposent de divers départements, généralement ceux de l'instruction, de l'administration et de l'approvisionnement.
Les départements de l'instruction, de l'administration et de l'approvisionnement travaillent sous la direction d'un officier CIC, possiblement avec un assistant adulte et un cadet sénior, tandis que les autres départements, à l'exception du Tir, sont souvent dirigés par un cadet sénior. Les unités adhèrent généralement à l'horaire scolaire, se réunissant hebdomadairement pour l'entrainement obligatoire, et déroulant l'entrainement additionnel les fins de semaine et les autres soirées de la semaine. La réunion principale est désignée sous le nom de soirée d'instruction, tandis que l'entrainement des fins de semaine fait dans l'unité sont nommées des viennent-à-bord. Lorsque l'unité quitte son quartier général, c'est appelé exercice.

### Départements principaux
- Le département de l'instruction comprend l'officier d'instruction (O Instr), le Premier maître ou Maître d'instruction (Pm ou M Instr), et une équipe de cadets séniors et une équipe de personnel adulte, souvent avec d'autres tâches au sein de l'unité, comme instructeurs du programme d'entrainement local. Le Pm ou M Instr est souvent responsable de garder à jour le dossier d'entrainement de chaque cadet, de gérer les ressources et noter les instructeurs.
- Le département de l'administration comprend l'officier d'administration (O Admin) et le PM ou M d'administration (Pm ou M Admin), ce dernier est aussi connu sous le nom de fourrier et il porte l'insigne de fourrier. L'administration gère tout le courrier entrant et sortant, ainsi que la garde des dossiers du corps autres que ceux gérés spécifiquement par l'instruction et l'approvisionnement.
- Le département de l'approvisionnement comprend l'officier de l'approvisionnement, parfois assisté par un cadet sénior, qui a le droit de porter l'insigne de magasinier. Le département de l'approvisionnement est responsable de tout l'équipement appartenant à l'unité; par contre, l'approvisionnement est principalement concerné pour distribuer les uniformes aux cadets et tout l'équipement relié. Le département musique gère souvent son propre équipement, ainsi que les équipes de compétition.

### Autres équipes
- Équipe de tir: La majorité des unités disposent d'au moins un Officier de Sécurité du Champ de Tir (OSCT) et la conduite, en tant que partie du programme d'instruction obligatoire, de l'entrainement sur le tir sécuritaire et effectif en utilisant la Daisy à air comprimé, qui n'est pas considérée comme une arme à feu, et qui peut donc être utilisée presque n'importe où avec un espace suffisant et une bonne aération. Nombre d'équipes de tir des corps de cadets participent à des compétitions des éléments des cadets au niveau local, régional et national, tandis que d'autres offrent tout simplement un programme de tir bien supervisé.
- Biathlon: Un nombre grandissant des Corps de Cadets de la Marine ont formé des équipes de biathlon, ajoutant un nouvel aspect au programme de tir, et encourageant un haut degré d'athlétisme et de forme physique. En plus de ces autres avantages, ceci permet un moyen alternatif aux unités sans littoral, incapables d'offrir un programme nautique local. Idéalement, les cadets s'entrainent et font compétition avec des carabines Anschutz .22; cependant, en raison d'un manque de terrains adéquats, certains corps s'entrainent avec des carabines à air selon les normes des Jeux olympiques.
- Voile: Plusieurs unités disposent d'un programme de voile utilisant de petits dériveurs, généralement des dériveurs de classe Pirate, 420 ou depuis assez récemment, un copain du 420, le PS2000, cependant d'autres classes de dériveurs sont également utilisés, incluant des Echos, Lasers,les 470, des Colibris, ainsi que d'anciens Albacore. Au niveau de l'unité, le programme nautique est souvent enseigné aux cadets par un instructeur de voile civil ou des instructeurs cadets possédant des niveaux en voile, supervisé par un membre des Forces canadiennes, souvent un officier. L'instructeur peut être assisté par des cadets entrainés. Le programme de voile des Cadets de la Marine utilise les niveaux et le matériel de l'Association Canadienne de Yachting (ACY). L'instruction de voile est supportée par les Centres de voile régionaux, gérés par un Officier de coordination, plusieurs Instructeurs certifiés par l'ACY et plusieurs cadets-cadres instructeurs volontaires. L'entrainement avancé se concentre sur la voile de compétition et l'organisation de courses.
- Musique: La majorité des unités de cadets ont un ensemble de musique, soit un ensemble de cornemuses et tambours, tambour et clairon, tambour et cloche (glockenspiel), une Harmonie, une Fanfare ou tout simplement une ligne de percussions. Très peu de corps ont un joueur de cornemuses. Et encore moins d'unités disposent des ensembles de cornemuses et tambours. Ils sont rares à cause du manque de tradition navale, à cause du coût de ces instruments et du manque d'instructeurs qualifiés au Canada. Le répertoire qui est interprété par ses musiciens s'étend de la musique militaire (bien évidemment), en passant par la musique classique, le jazz, la musique populaire, etc.
- Section des Embarcations Légères (SEL) : Ce département de soutien gère tout ce qui est lié aux besoins nautiques de l'unité, incluant la maintenance des dériveurs et des autres petites embarcations, ainsi que toute l'instruction de matelotage à l'extérieur de l'eau.
- Cantine: Normalement gérée comme une entreprise jointe entre les corps de cadets et les groupes répondants, la cantine vend généralement des sodas, des croustilles durant les pauses dans l'entrainement. Certaines offrent également certaines nécessitées, tels que du fil à coudre, de la cire et de l'empois. Des corps de cadets plus ambitieux vont offrir des vêtements de l'unité, généralement des pull-over, des t-shirts, des boucles de ceintures, convenablement décorés par l'insigne de l'unité et la devise. La cantine a pour but de donner des fonds aux CCMRC ainsi que de donner une pause aux cadets en leur vendant des rafraîchissements ou un petit quelque chose à manger.

### Groupe répondant
Chaque corps de cadets dépend généralement sur un certain groupe de la communauté afin de fournir les fonds pour les items non couverts par le ministère de la Défense nationale (MDN). Normalement, ce sera une succursale de la Ligue navale - essentiellement un comité de parents - mais ceci peut être une succursale de la Légion royale canadienne, ou un organisme semblable, par exemple le Lions Clubs ou le Rotary International. Les succursales de la Ligue navale dépendent normalement de l'appui de la communauté sous la forme de dons directs en argent ou biens, de confiances, et de diverses formes d'efforts en levées de fonds. Ces dernières incluent la vente de divers items, comme la vente de gâteaux et de barres de chocolat, et les fonds amassés à la cantine du corps de cadets.
Les items payés par le groupe répondant:
- Les locaux pour les soirées d'instructions; Généralement des écoles ou des centres communautaires, mais certaines unités peuvent utiliser l'édifice de la Réserve navale. Très peu disposent de leur propre édifice. Peu importe l'édifice, le lieu où l'unité s’entraîne est porté à être appelée "Quartier Général". Une certaine navalisation convertit les murs en cloisons, les étages en ponts, les toilettes en poulaines et la concession en cantine.
- Transport: certaines unités, en particulier celles en territoire rural, fournissent un service de collecte pour certaines ou toutes les activités, utilisant leur propre autobus. Le transport pour des événements plus importants est souvent fournir par le MDN ou en utilisant des autocars nolisés.
- Entrainement facultatif, qui inclut tout ce qui n'est pas fourni par le MDN, tels que l'entrainement de voile additionnel, les fins de semaine supplémentaires, etc.

## Grades des Cadets de la Marine Royale Canadienne
Les critères énumérés ci-dessous proviennent de l'OAIC 13-02, en vigueur depuis le 1er septembre 2008,
| Matelot de 3e classe - Ordinary Seaman | Matelot de 2e classe - Able Seaman | Matelot de 1re - Leading Seaman |
| --- | --- | --- |
| - Le grade de Mat3 (O/S en anglais) est accordé lors de l'inscription, bien que la coutume veut que le cadets non assermentés sont nommés comme Recrues; - Aucun prérequis pour ce grade, à l'exception de l'âge minimal de 12 ans; - Un nouveau cadet est assermenté à l'intérieur de son Corps de Cadets, faisant une promesse de loyauté à la Couronne et obéissance aux ordres; et, - Les Mat3 ne portent pas d'insigne de grade. | Pour une promotion à Mat2 (A/S), un cadet doit : - détenir le grade de Mat3 depuis au moins 6 mois; - maintenir un niveau satisfaisant de tenue et de comportement; et - être recommandé par son officier divisionnaire. | Pour une promotion à Mat1 (L/S), un cadet doit : - détenir le grade de Mat2; - avoir complété avec succès la Phase I; - maintenir un niveau satisfaisant de tenue et de comportement; et - être recommandé par son officier divisionnaire. |

| Matelot-chef - Master Seaman | Maître de 2e classe - Petty Officer Second Class | Maître de 1re classe - Petty Officer First Class |
| --- | --- | --- |
| Pour une promotion à Matc (M/S), un cadet doit : - détenir le grade de Mat1; - avoir complété avec succès la Phase II; - maintenir un niveau satisfaisant de tenue et de comportement; et - être recommandé par son officier divisionnaire. | Pour une promotion à M2 (PO2), un cadet doit : - détenir le grade de Matc; - avoir complété avec succès la Phase III; - maintenir un niveau satisfaisant de tenue et de comportement; et - être recommandé par son officier divisionnaire. | Pour une promotion à M1 (PO1), un cadet doit : - détenir le grade de M2; - avoir complété avec succès la Phase IV; - maintenir un niveau satisfaisant de tenue et de comportement; et - être recommandé par le Conseil de promotion |

| Premier maître de 2e classe - Chief Petty Officer Second Class | Premier maître de 1re classe - Chief Petty Officer First Class | Capitaine d'armes de CIÉCM - SCSTE Chief Petty Officer |
| --- | --- | --- |
| Pour une promotion à Pm2 (CPO2), un cadet doit : - détenir le grade de M1 depuis au moins 6 mois; - maintenir un niveau satisfaisant de tenue et de comportement; - être recommandé par le Conseil de promotion; et - il doit avoir un poste de Pm2 vacant au sein du corps de cadets. | Pour une promotion à Pm1 (CPO1), un cadet doit : - détenir le grade de Pm2 depuis au moins 6 mois; - maintenir un niveau exemplaire de tenue et de comportement; - être recommandé par le Conseil de promotion; et - il doit avoir un poste de Pm1 vacant au sein du corps de cadets - Un seul poste par corps. | - Est basé sur le grade des FC de Adjudant / Adjudant-chef de la base; - Est porté par un Cadet de la Marine Royale Canadienne employé en tant que Capitaine d'Armes Cadet d'un Centre d'Instruction d'Été des Cadets de la Marine; - Peut être considéré comme le pinacle du service d'un cadet; - Ce grade ne peut pas être porté pour aucune autre raison; - Ce grade n'est plus un grade porté au Québec depuis l'été 2006. Par contre il est encore porté fièrement dans toutes les autres provinces du Canada; |

## Camps d'été
Les centres d'entraînement des cadets (CEC), officiellement nommés "les Centres d'entraînement d'été des cadets de la marine", puis familièrement appelés "les camps d'été" (désignés souvent comme "base" de l'équipage en question), offrent de la formation complémentaire à celle offerte par l'unité d'appartenance de septembre à juin. Afin de participer à l'expérience, le cadet se doit de maintenir un taux de présence minimal de 75 % pendant l'année d'entraînement hivernal en plus de satisfaire à certains cours préalables.

### Les différentes formations offertes
Plusieurs formations sont offertes aux Cadets de la Marine, dont quatre cours communs aux trois éléments :
- Instructeur de tir de carabine à air comprimé (ITCAC)
- Instructeur d'exercice militaire et cérémonial (IEMC)
- Instructeur de conditionnement physique et sports (ICPS)
- Cadet musicien- Musique militaire (CMMM)

Les cours destinés exclusivement aux cadets de la marine comprennent :
- Matelotage (Mat)
- Opérateur d'embarcation légère (OEL)
- Voile 1 (V1)
- Voile 2 (V2)
- Voile avancée (VA)

En plus de ces différents camps d'été, des opportunités d'emploi pour les cadets séniors (âgés de 16 ans à 18 ans) sont également offerts.
La durée des camps d'été varie en général de deux à sept semaines, selon le cours choisi, et l'emplacement de ces camps varie en fonction des besoins du cours. Aucuns frais ne doivent être déboursés par le cadet participant : le cadet est logé, nourri, puis transporté jusqu'à la base en question où il reçoit également une allocation.
En raison de la pandémie de la COVID-19, 2022, certaines modifications ont dû être apportées quant à la manière dont certains cours seraient donnés : il est désormais possible de suivre certains cours de façon hybride ou en personne.

### Les différents CEC
Le programme des cadets du Canada est divisé en cinq régions, et ces différentes régions comprennent chacune ses différents CEC. Parmi ses régions on retrouve:
- la Région du Pacifique (Colombie-Britannique)
- la Région Nord-Ouest (Manitoba et Alberta)
- la Région du Centre (Ontario)
- la Région de l'Est (Québec) et;
- la Région de l'Atlantique (Nouvelle-Écosse et Nouveau-Brunswick)

Au Québec, il existe trois CEC en opération, soient: le CEC Bagotville, situé au Saguenay, le CEC Valcartier, situé à Québec, puis le CEC Saint-Jean, situé à Saint-Jean-sur-Richelieu (base moins commune pour les Cadets de la Marine, mais entre autres connue des Cadets de l'Aviation pour ses formations de pilote de planeurs). C'est également à Saint-Jean-sur-Richelieu que se trouve le Collège militaire royal de Saint-Jean.
Le CEC Bagotville est reconnu pour être à proximité de la Base des Forces canadiennes Bagotville, CEC autrefois dédié uniquement aux Cadets de l'Aviation royale du Canada. Le CEC Bagotville accueille maintenant les Cadets de la Marine, où ils suivent leur instruction estivale depuis quelques années déjà.
Le CEC Valcartier, quant à lui, est situé tout près de la Base des Forces canadiennes Valcartier et est le CEC autrefois dédié uniquement aux Cadets royaux de l'Armée canadienne. De nos jours, les Cadets de l'Armée côtoient également les Cadets de la Marine ainsi que les Cadets de l'Aviation participant à des cours d'instruction communs aux trois éléments.
Il est à noter que faire partie d'une certaine région n'empêche pas un cadet d'appliquer pour un cours donné dans une autre région, parmi les 12 CEC situés à travers le reste du Canada (les places sont en général limitées, ce qui implique que le cadet doit détenir un dossier exemplaire et des recommandations pour pouvoir voyager dans une autre province). En effet, en plus des trois CEC mentionnés précédemment, il existe 12 autres CEC, dont le NCSM Quadra, situé à Comox, en Colombie-Britannique et reconnu comme base principalement navale.
Certains centres d'entraînement, tel que le NCSM Ontario, ont malheureusement été retirés des listes étant donné les nouvelles mesures instaurées depuis la pandémie de la COVID-19.

### Échanges internationaux
En plus des différents camps offerts, il est également possible de participer à des échanges internationaux. Le programme des Cadets du Canada est, en effet, membre de l'Association Internationale des Cadets de la Marine (ISCA en anglais) avec 20 autres pays membres :
| Membres                                                            | Drapeaux |
| ------------------------------------------------------------------ | -------- |
| Australian Navy Cadets                                             |          |
| Barbados Cadet Corps                                               |          |
| Royal Belgium Sea Cadet Corps                                      |          |
| Bermuda Sea Cadet Corps                                            |          |
| The Navy League of Canada                                          |          |
| Deutsche Marine Jugend e.V. (Sea Cadet Corps of Germany)           |          |
| Hong Kong Sea Cadet Corps                                          |          |
| Sea Cadet Corps of India                                           |          |
| Japan Sea Cadet Federation                                         |          |
| Sea Explorers of Korea                                             |          |
| Sea Cadets of Lithuania                                            |          |
| Zeekadetkorps Nederland (Sea Cadet Corps of the Netherlands)       |          |
| Sea Cadet Assiociation of New Zealand                              |          |
| Sea Cadets of Portugal                                             |          |
| Young Mariners League of Russia                                    |          |
| Singapore National Cadet Corps (Sea)                               |          |
| South African Sea Cadet Corps (NPC)                                |          |
| Sjövärnskårernas Riksforbund (Swedish Sea Cadet Corps Association) |          |
| Sea Cadets UK                                                      |          |
| United States Naval Sea Cadet Corps                                |          |
| Zimbabwe Sea Cadet Corps                                           |          |

L'Association Internationale des Cadets de la Marine a pour objectif principal de promouvoir la compréhension de l'international au sein d'un environnement interculturel tout en prônant les intérêts pour les activités nautiques.
Un cadet peut poser sa candidature s'il respecte les conditions d'admissibilités:
- Doit avoir 16 ans avant le début de l'échange
- Posséder un anglais fonctionnel
- Montrer une conduite exemplaire
- Répondre à certaines exigences demandées par le pays hôte

Le cadet peut choisir jusqu'à trois pays dans lequel il ou elle aimerait voyager. La candidature est ensuite soumis pour sélection nationale.

### Autres opportunités

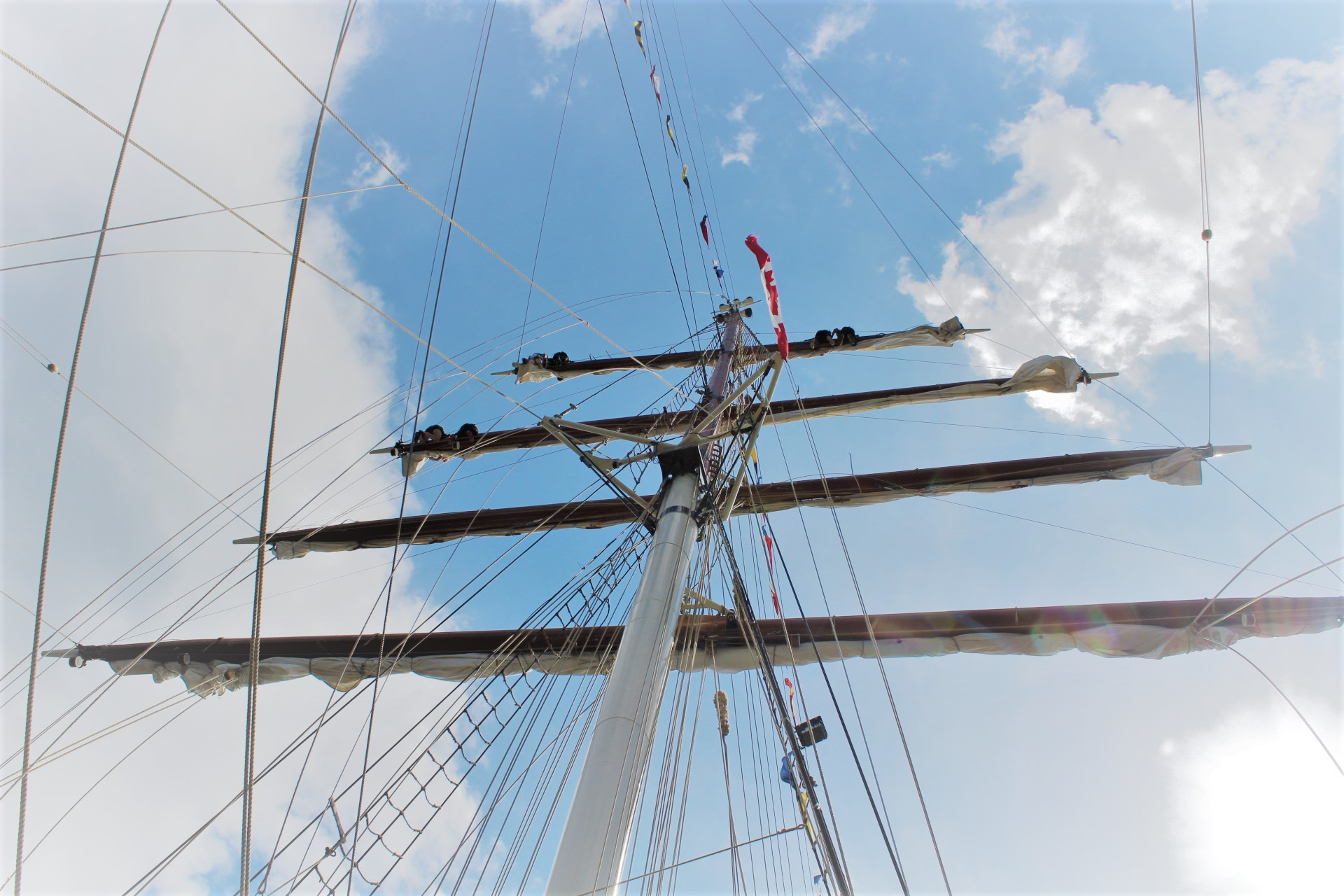
Stage Grand Voilier- Gulden Leeuw- RDV Naval 2017

Les échanges ne sont pas les seules opportunités offertes pour les Cadets de la Marine: il existe également des possibilités de stages en mer à bord de voiliers comme le NCSM Oriole, à bord de navires de la garde côtière ou encore de plus gros navires, tels que les navires de classe ORCA.
Des régates nationales ont aussi lieu pour les cadets ayant suivi les cours de voile requis et s'ayant qualifié pour les compétitions.
Des conditions d'admissibilités s'appliquent évidemment.

## L'Amiral des cadets de la Marine
Son Altesse Royale le prince Philippe, duc d'Édimbourg est l'amiral des Cadets de la Marine royale canadienne. La première personne qui avait ce titre fut Sa Majesté le roi George VI depuis 1941, quand les Cadets de la Marine de la Ligue navale sont devenus les Cadets de la Marine royale canadienne.
Le capitaine de vaisseau Dr. Marc Garneau est le Capitaine de vaisseau honoraire des Cadets de la Marine royale canadienne.